# Alexandre (Mileant)
Alexandre (em inglês: Alexander, nascido: Alexander Vasilyevich Mileant, em russo: Александр Васильевич Милеант, 22 de julho de 1938, Odessa, RSS da Ucrânia, URSS - 12 de setembro de 2005, La Cañada, Califórnia, EUA) foi Bispo da Igreja Ortodoxa Russa Fora da Rússia, Bispo da Diocese de Buenos Aires e América do Sul, teólogo ortodoxo, missionário e escritor espiritual.
Bispo Alexandre é conhecido por numerosos folhetos missionários publicados desde 1985. De 1985 a 2005, foram impressas mais de 763 brochuras de suas publicações missionárias, das quais 300 em russo, 192 em inglês, 168 em espanhol e 103 em português.